# 特蕾西·舍瓦利耶

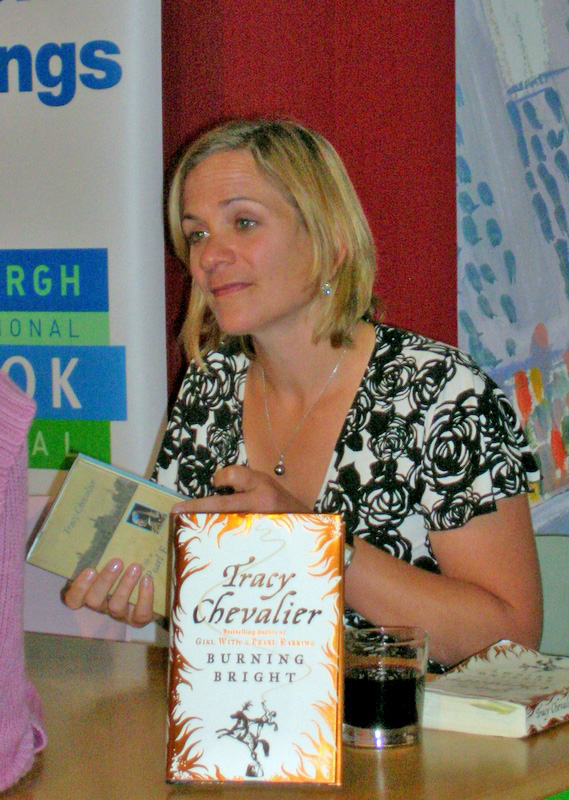
特蕾西·舍瓦利耶

特蕾西·蘿絲·舍瓦利耶（英語：Tracy Rose Chevalier，1962年10月19日—）是一名暢銷歷史小說家。現在與她丈夫及兩名孩子在英國倫敦生活。

## 生平
她出生於美國華盛頓首府，在馬里蘭州的貝塞斯達完成了高中之後，在歐柏林大學獲得了英文學士學位。她在1984年移民英國並從事參考書編輯的工作。在1993年她決定離職並在東安格利亞大學就讀了一年的寫作碩士學位。
她在1997年出版了第一本作品 《The Virgin Blue》，但是她在兩年後推出的《戴珍珠耳環的少女》才真正讓她為大眾熟悉。故事的主線圍繞在十七世紀荷蘭畫家扬·弗美尔的名畫《戴珍珠耳環的少女》而展開，而改編自該小說的同名電影更於2004年獲得三項奧斯卡金像獎提名。